# Moerarchis hypomacra
Moerarchis hypomacra är en fjärilsart som beskrevs av Turner 1923. Moerarchis hypomacra ingår i släktet Moerarchis och familjen äkta malar. Inga underarter finns listade i Catalogue of Life.